# Harodim – Nichts als die Wahrheit?
Harodim – Nichts als die Wahrheit? ist ein österreichischer Politthriller aus dem Jahr 2012 von Filmregisseur Paul Finelli. Kinostart war der 8. November 2012.

## Handlung
Lazarus Fell (Travis Fimmel), ein ehemaliger Offizier der Spezialeinheit United States Navy SEALs, ist auf der Suche nach dem meistgesuchten Terroristen der Welt, dem Drahtzieher der Terroranschläge am 11. September 2001. Die Figur des Terroristen ist angelehnt an Osama bin Laden. Lazarus macht den Terroristen für den Tod seines Vaters Solomon Fell (Peter Fonda) während der Anschläge verantwortlich.
Lazarus täuscht seinen eigenen Tod vor, um den Terroristen zu finden und ihm ein Geständnis abzuringen. Nachdem er ihn mehr als zehn Jahre lang gejagt hat, findet er ihn (Michael Desante), der offen als wohlhabender Kapitalist lebt. Aus persönlicher Rache entführt Lazarus den Mann. Lazarus nimmt das Verhör zunächst auf Video auf. Der Terrorist enthüllt seine Wahrheit hinter den Ereignissen des 11. September, den wahren Ursprung und Zweck von Al-Qaida und die Pläne eines Geheimbundes, der mittels Gedankenkontrolle die Weltherrschaft anstrebt. Die Geheimgesellschaft hat die Regierung und das Militär der Vereinigten Staaten auf höchster Ebene infiltriert und besitzt die Banken und damit das internationale Finanzwesen. Lazarus ist schockiert, als er von seinem tot geglaubten Vater erfährt, dass er auserwählt wurde, eine Schlüsselrolle in puncto Weltherrschaft zu übernehmen. Am Schluss des Films (ab 1:30:12) richtet Lazarus seine Pistole zunächst auf den Terroristen und dann gegen seinen Vater. Im Anschluss hält er sich die Waffe unter sein Kinn. Die Leinwand / Der Bildschirm wird schwarz. Es fällt ein Schuss. Wer wen erschossen hat, bleibt offen.

## Kritik
„Als Kammerspiel inszenierter Politthriller, der die klaustrophobische Verhörsituation durch die Einblendung von Nachrichtenbildern erweitert. Die neuen ‚Erkenntnisse‘ verharren im vorhersehbaren Rahmen gängiger Verschwörungstheorien.“

## Sonstiges
- In Österreich sahen 1647 Menschen den Film, europaweit soll der Wert knapp fünfstellig sein. (Stand Dezember 2012)[4]
- Harodim ist ein Begriff aus der Freimaurerei für die Elitesoldaten König Salomons.[5]
- Die Wochenzeitung Profil stellte bezüglich des Films die Frage nach der Bedienung von antisemitischen Vorurteilen,[6] was der Produzent Walter Köhler mit Hinweis auf die Vergangenheit seiner Familie im Widerstand gegen den Nationalsozialismus streng zurückweist[5].